# Chvalovská jaskyňa
Chvalovská jaskyňa je přírodní památka ve správě příspěvkové organizace Správa slovenských jeskyní.
Nachází se v katastrálním území obce Chvalová v okrese Revúca v Banskobystrickém kraji. Území bylo vyhlášeno či novelizováno v letech 1994, 2009 na rozloze x ha. Rozloha ochranného pásma byla stanovena na 10,8553 ha.